# Francisco Carneiro de Campos
Francisco Carneiro de Campos (Salvador, c. 1765 - Río de Janeiro, 8 de diciembre de 1842) fue un magistrado y político brasileño. Fue ministro de Negocios Extranjeros del Imperio de Brasil entre 1830 y 1832 así como ministro del Supremo Tribunal de Justicia, diputado de la primera asamblea constituyente y senador. Fue también redactor de la Constitución de 1824.